# Waldemaro Morgese
Waldemaro Morgese (Mola di Bari, 7 dicembre 1945) è uno scrittore, saggista e editorialista italiano.

## Biografia
Originario di Mola di Bari, ha studiato presso i Gesuiti e nell'Università degli studi La Sapienza di Roma. Membro del comitato scientifico e del comitato editoriale della rivista Azienda Pubblica dal 1997 al 2002.
Fino al 1975 ha firmato i propri scritti con il primo nome: Antonio Morgese.
Nel marzo 2021 è apparsa la sua seconda raccolta di racconti  (la prima è stata Città buie), intitolata: Sciamani, arabe fenici, banane gialle e mambo, 25 racconti dove la vita è considerata un ossimoro, tempo incolore o tempo eroico. Città buie si articola in tre storie che narrano la dolente condizione umana nei moderni contesti urbani. 
In un "trittico degli amori" ha raccolto i primi editoriali su cultura, politica ed economia pubblicati su La Gazzetta dell'Economia, EPolis Bari, EPolis Bari inweek.
Ha approfondito le relazioni fra Puglia e Mediterraneo in due "Brainstorming" svoltisi a Bari il 15 febbraio 2008 e l'11 dicembre 2009  nel quadro del progetto Building Apulia.
In Russia e USA ha presentato nel 2010 la ricerca su Thomas Sgovio, figlio di un emigrato pugliese in USA rifugiatosi nel 1935 in URSS; Thomas fu internato nel Gulag di Kolyma dal 1938 al 1947.
Sempre nel 2010, come direttore della Teca del Mediterraneo, ha promosso nell'ambito del progetto Apulia: polo bibliodocumentale dell'identità regionale la produzione di due videodocumentari (Non c'era nessuna signora a quel tavolo su Cecilia Mangini e Io e la mia sedia su Enzo Del Re), nonché il restauro digitale del film muto pugliese Idillio infranto.
Dal 2015 scrive racconti e romanzi. I primi due romanzi, di contenuto generazionale, si intitolano Il discobolo e Il tempo uguale. Una prima stesura del romanzo Il tempo uguale è stata pubblicata in forma di feuilleton sul quotidiano EPolis Bari in 18 puntate settimanali, dal 19 settembre 2015 al 20 febbraio 2016 con il titolo L'Acquedotto Felice. Il terzo romanzo, I guerrieri cambiano,  si compone di due parti: Oltreoceano e Oltreverso. Il quarto romanzo, Materne notti di luna, si compone di tre parti ('Aurora', 'Meridies', 'Occasus') ed è un viaggio fantasmagorico tra le forti passioni del cuore e della mente. In calce al romanzo l'editore ha pubblicato la  Stanza dello scrittore che ospita fra l'altro Una lettura di Materne notti di luna, forse l'ultimo scritto di Mauro Giancaspro prima della sua improvvisa morte.
Nel 2024 ha pubblicato sulla rivista "Incroci" (n. 49 anno XXV, gennaio-giugno 2024) un racconto intitolato "Le due vie del transumanar", in cui considera l'Intelligenza Artificiale come un ponte fra naturale e artificiale, utile a collegare le polarità di endiadi altrimenti destinate alla conflittualità.

## Opere
1. L'azienda "noprofit". Ordinamento economico d'istituto (Cacucci Editore, Bari, 1996)
2. "Impresa" e "Non impresa". Profili economico-aziendali (Cacucci Editore, Bari, 1999) [8]
3. Pubblica Amministrazione e bene comune. 30 anni di idee (Edizioni dal Sud, Bari, 2008) ISBN 88-7553-053-X
4. I workshop di Teca. 8 focus per le biblioteche (curatela con Maria A. Abenante) (AIB, Roma, 2010) ISBN 978-88-7812-205-5
5. Biblioteche che educano. L'educazione informale nello scacchiere euromediterraneo (curatela con Maria A. Abenante) (AIB, Roma, 2010) ISBN 978-88-7812-209-3
6. L’amore per la cultura (Edizioni dal Sud, Bari, 2011) ISBN 978-88-7553-111-9
7. L’amore per la politica (Edizioni dal Sud, Bari, 2012) ISBN 978-88-7553-135-5[9]
8. La sottile linea verde. Eccessi svolte e prospettive della questione ambientale (Stilo Editrice, Bari, 2013) ISBN 978-88-6479-086-2
9. L’amore per l’economia (Edizioni dal Sud, Bari, 2013) ISBN 978-88-7553-182-9
10. Multitask. Una vita complicata fra liberalismo e laburismo (Edizioni dal Sud, Bari, 2014) ISBN 978-88-7553-194-2[10]
11. Graffi che fanno male. La Puglia, il Sud (Edizioni dal Sud, Bari, 2015) ISBN 978-88-7553-107-2
12. Ecobiblioteche, ecoarchivi, ecomusei. Pratiche di sapere e di azione per la tutela ambientale (curatela con Maria A. Abenante) (AIB, Roma, 2015) ISBN 978-88-7812-241-3
13. Città buie (Il Grillo Editore, Gravina, 2015) ISBN 978-88-6653-073-2
14. Il discobolo (FaLvision Editore, Bari, 2015) ISBN 978-88-96931-85-1
15. Bibliotecari e biblioteche. Coltivare la mente allo snodo del XXI secolo (Edizioni dal Sud, Bari, 2016) ISBN 978-88-7553-234-5[11]
16. Il tempo uguale (Les Flaneurs Edizioni, Bari, 2016)ISBN 978-88-99500-37-5
17. Il mondo è di tutti. L’Italia fra Europa e globalizzazione (Edizioni dal Sud, Bari,2017) ISBN 978-88-7553-252-9
18. I guerrieri cambiano (Homo Scrivens, Napoli, 2019) ISBN 9788832780734
19. La cultura effimera. Nutrire la mente nel Sud dimenticato (Edizioni dal Sud, Bari, 2019) ISBN 978-88-7553-283-3
20. Gran Berlino. Germania dolce e amara (Radici Future Produzioni, Bari, 2019) ISBN 978-88-99865-49-8
21. Katastrofè. L'Italietta nel Coronavirus (Edizioni dal Sud, Bari, 2020) ISBN 978-88-7553-302-1
22. Sciamani, arabe fenici, banane gialle e mambo (Giazira Scritture Edizioni, Noicattaro, 2021) ISBN 978-88-99962-42-5
23. Assenze presenti. Quindici ritratti (Edizioni dal Sud, Bari, 2022) ISBN 978-88-7553-328-1
24. Materne notti di luna (Homo Scrivens, Napoli, 2023) ISBN 9788832783193 [12]